# Biserica Șovagăilor din Turda
Biserica Șovagăilor („Biserica Tăietorilor de Sare”) cu hramul Sfânta Treime, este o veche biserică greco-catolică (preluată de ortodocși din 1948) situată în Turda Nouă, pe str. Salinelor nr.10, pe un loc relativ ușor accesibil credincioșilor mineri de odinioară. A suferit de-a lungul timpului numeroase modificări.

## Istoric
În anul 1467 regele Matei Corvin a înăbușit un complot al nobililor din Cluj si Turda și a numit ca prefect al Salinelor din Ardeal (cu sediu la Turda) pe Miklos Olah, un unchi al său de viță românească, care a permis românilor din această parte a orașului Turda să-și construiască în acel an o biserică proprie, nu departe de ocna de sare, cu condiția ca să lucreze în minele de sare.
În anul 1709 a fost reconstruită din temelii de Biserica Română Unită cu Roma, Greco-Catolică. La fel ca toate bisericile greco-catolice din Ardeal, și această biserică a fost confiscată abuziv în anul 1948 de către autoritățile comuniste și trecută în folosința Bisericii Ortodoxe Române. După 1948 construcția bisericii a suferit o serie de modificări, mai mult sau mai puțin ortodoxe. Biserica poartă și astăzi numele de Biserica Șovagăilor, încă nefiind retrocedată ctitorilor ei de fapt, Biserica Română Unită cu Roma.

## Galerie de imagini

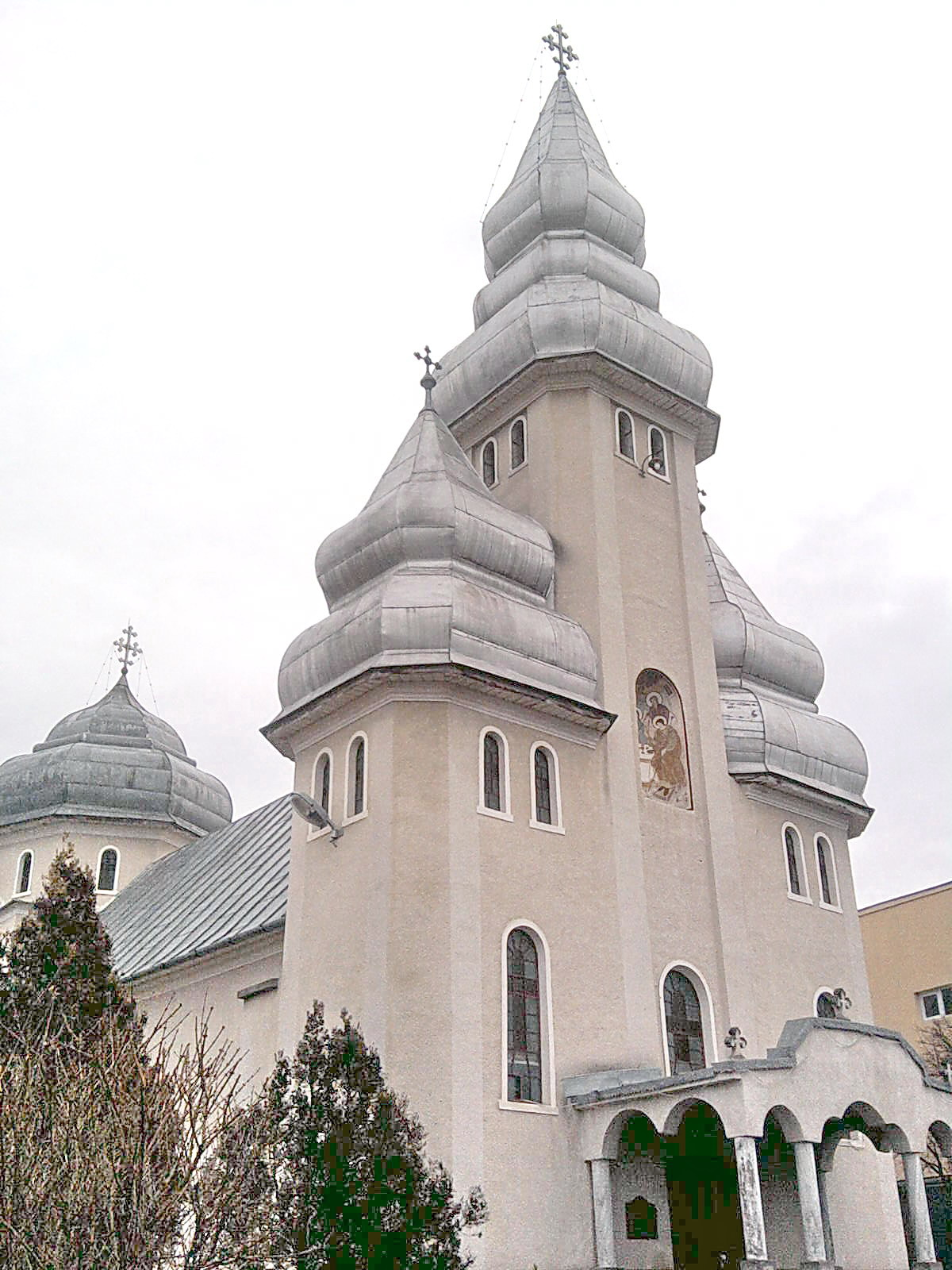
Biserica Șovagăilor
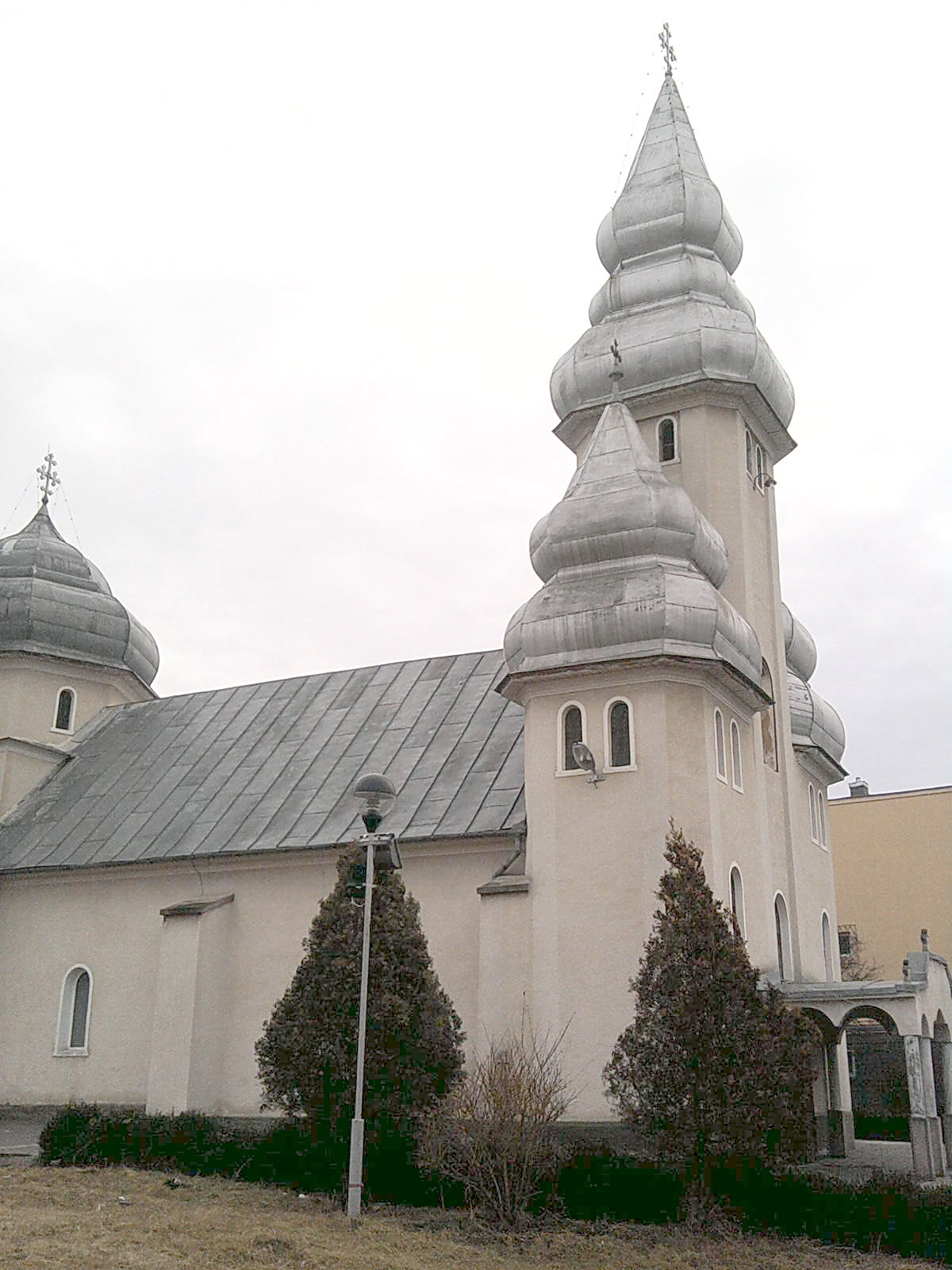
Biserica Șovagăilor
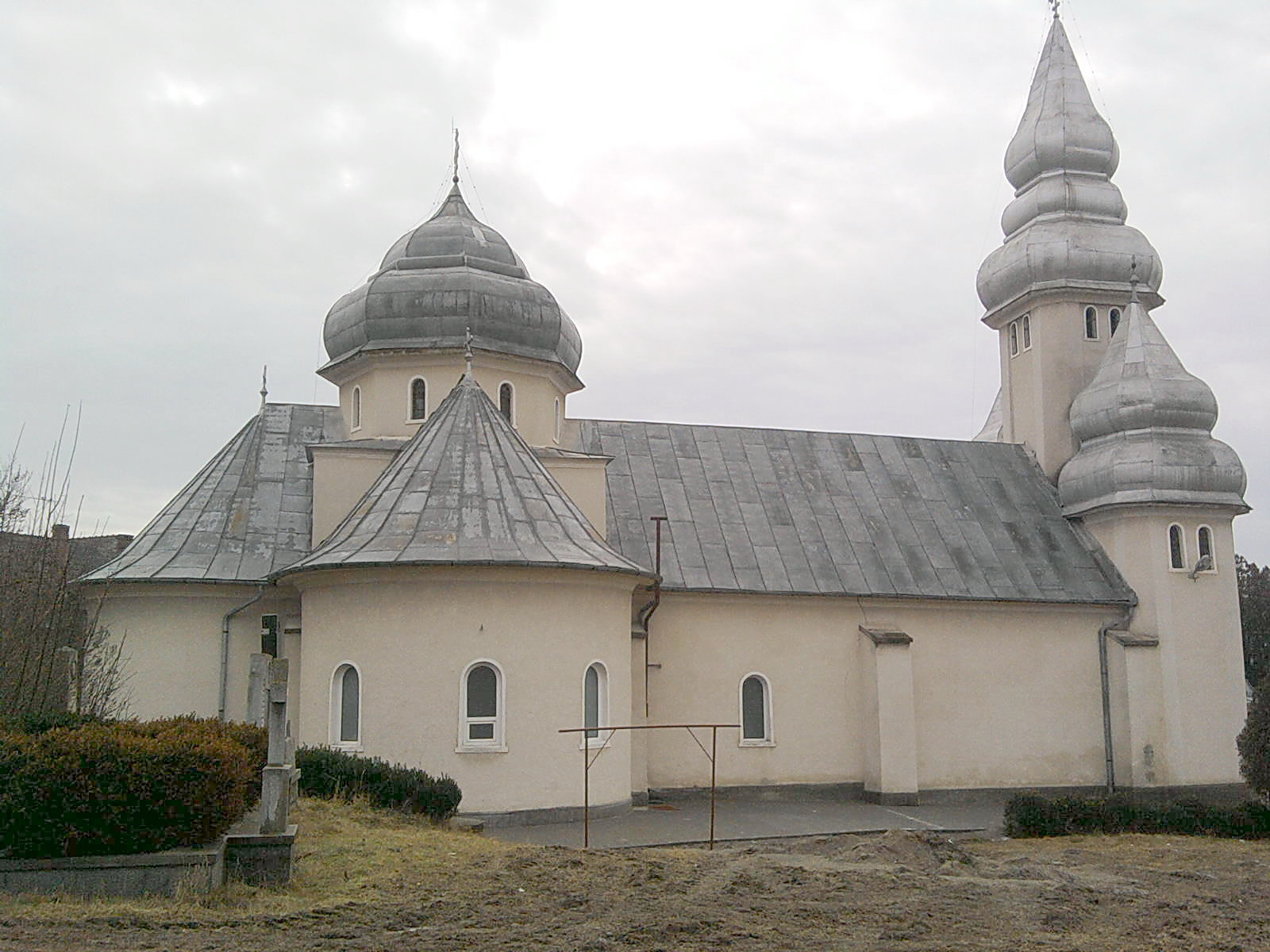
Biserica Șovagăilor
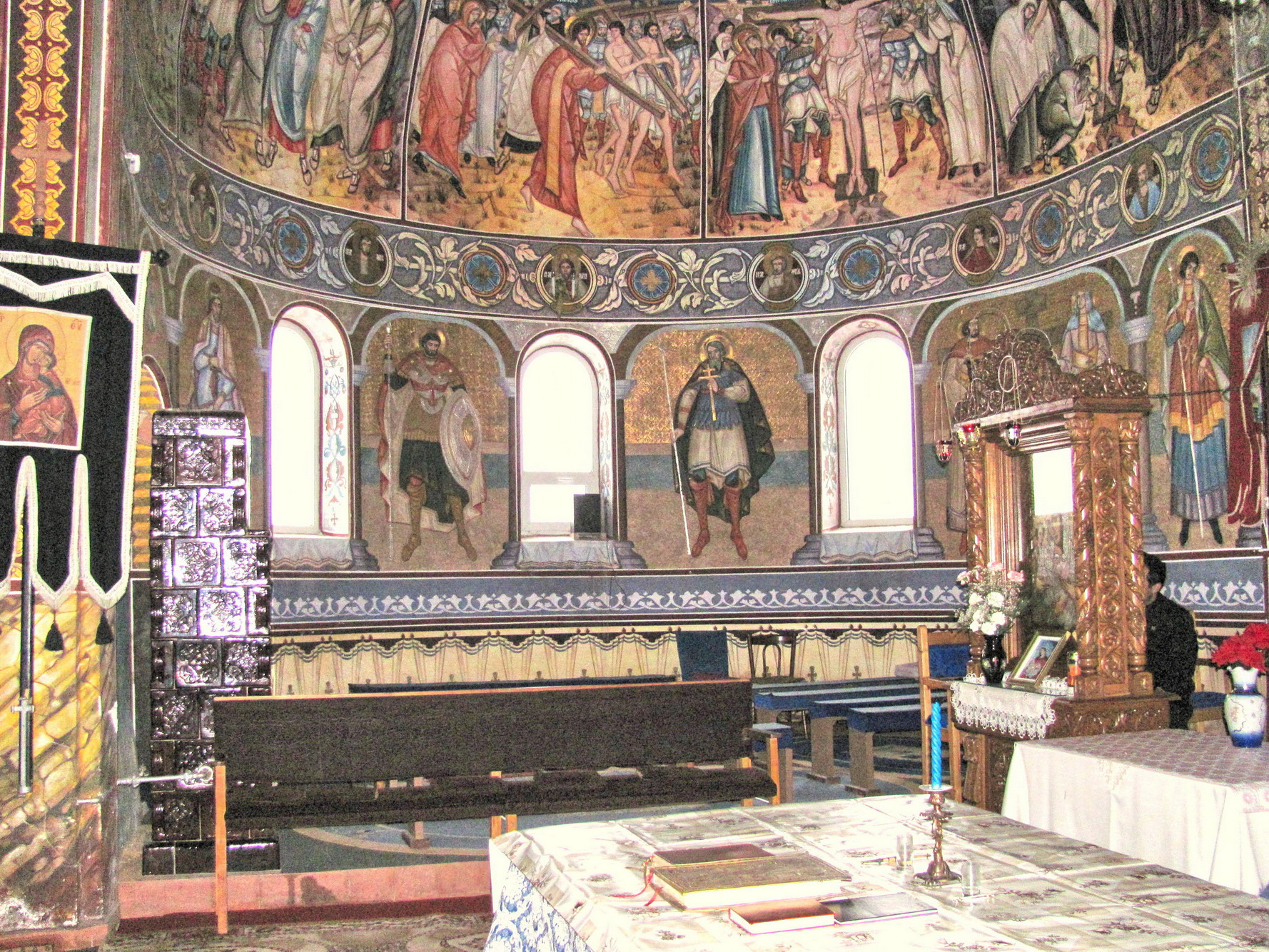
Biserica Șovagăilor (imagine din interior)
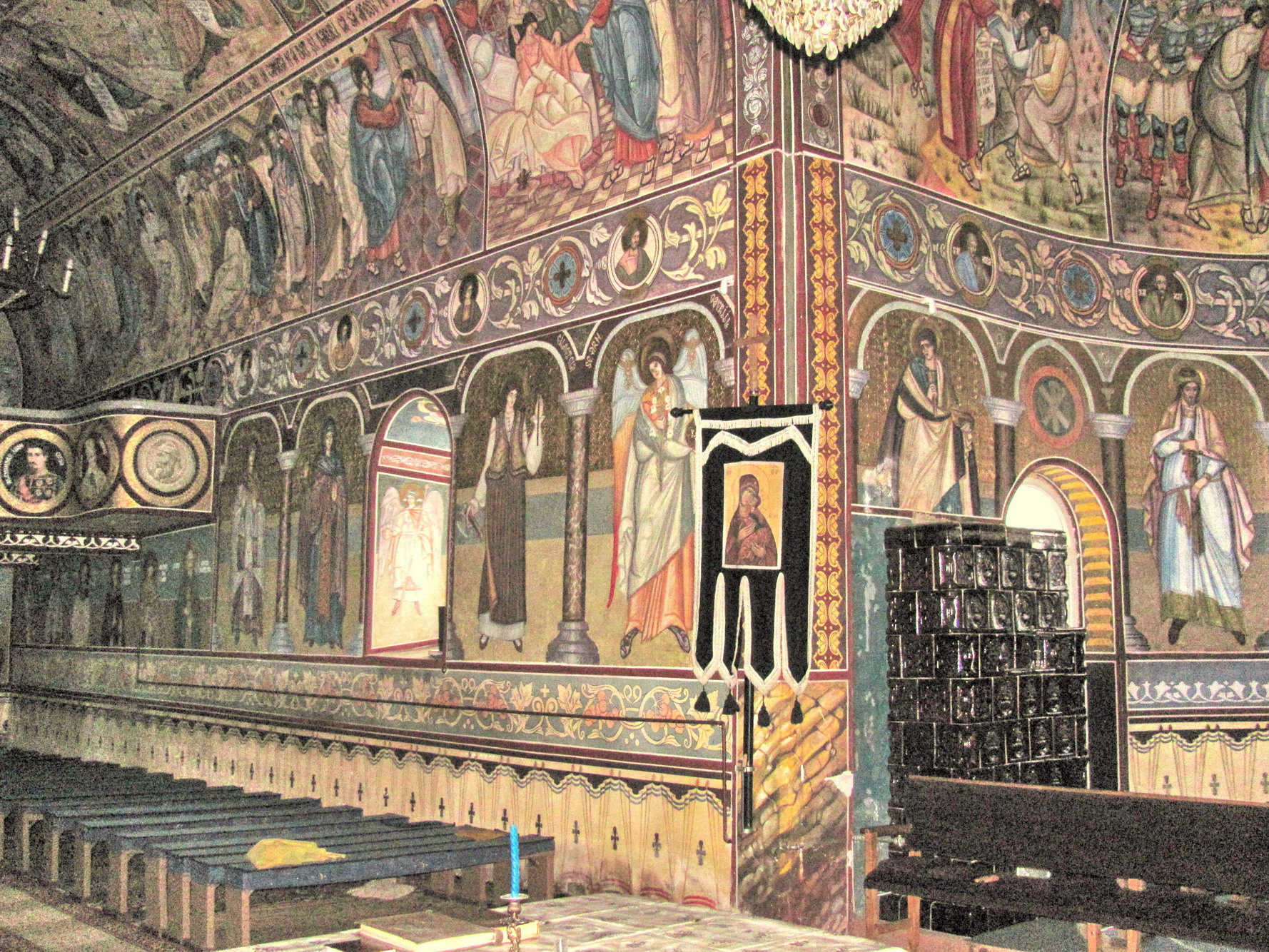
Biserica Șovagăilor (imagine din interior)
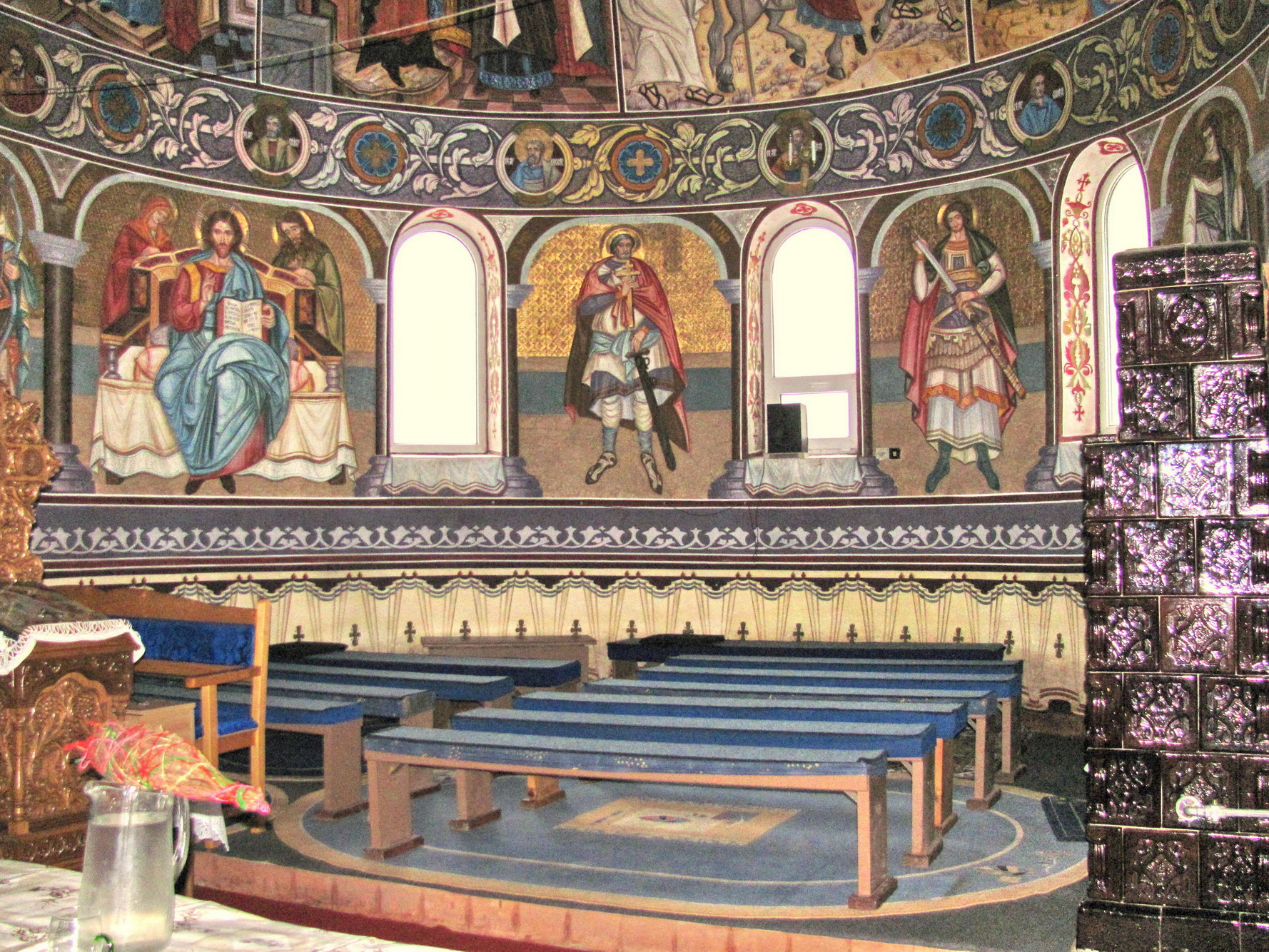
Biserica Șovagăilor (imagine din interior)
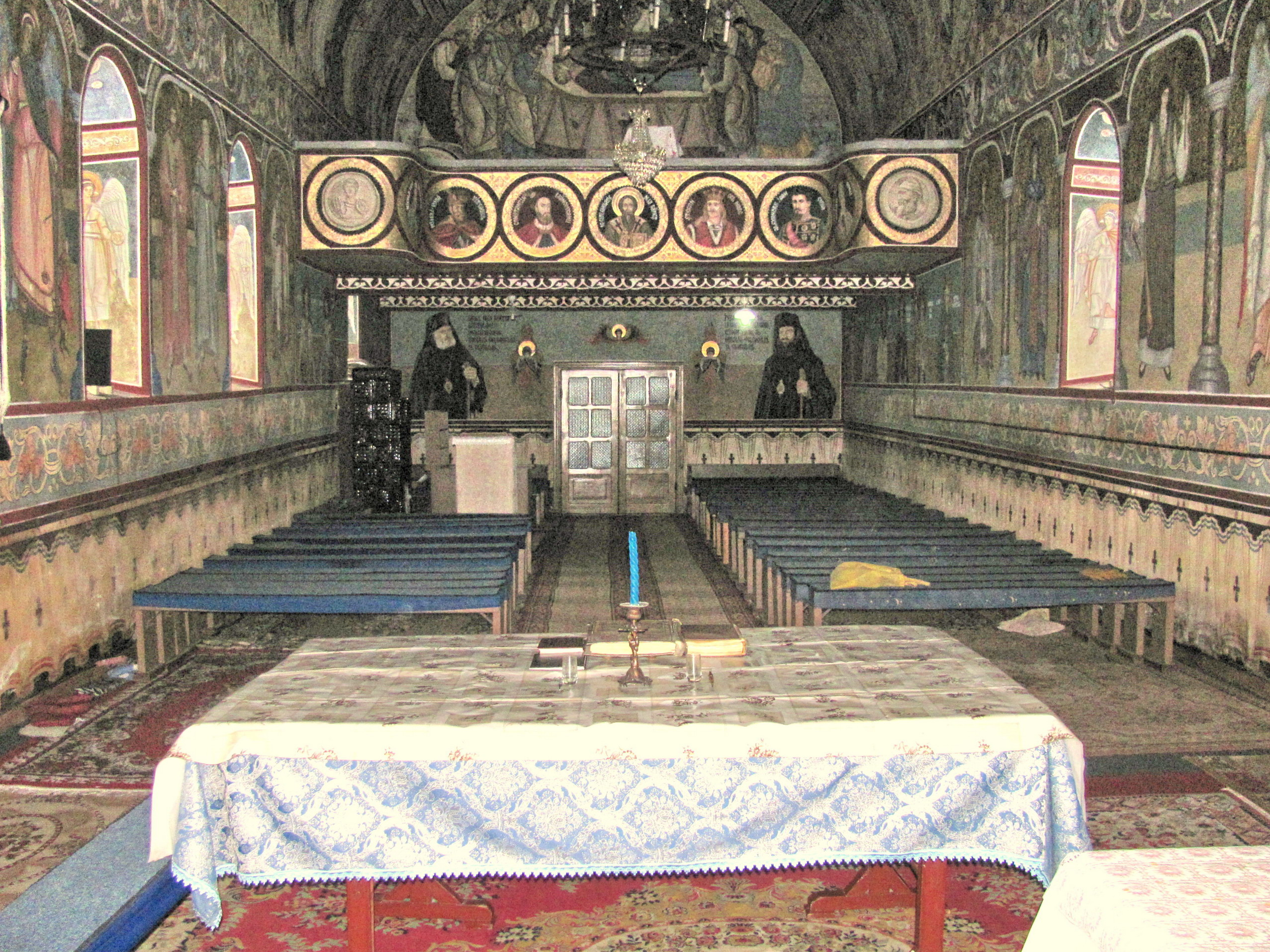
Biserica Șovagăilor (imagine din interior)